# Giuseppe Giardiello
Giuseppe Giardiello (ur. 1877 w Neapolu, zm. 1920) – włoski malarz związany z Neapolem, malował sceny rodzajowe, motywy miejskie, widoki z neapolitańskiego wybrzeża i okolic miasta, a także portrety, w tym charakterystyczne „typy” Neapolitańczyków.

## Galeria

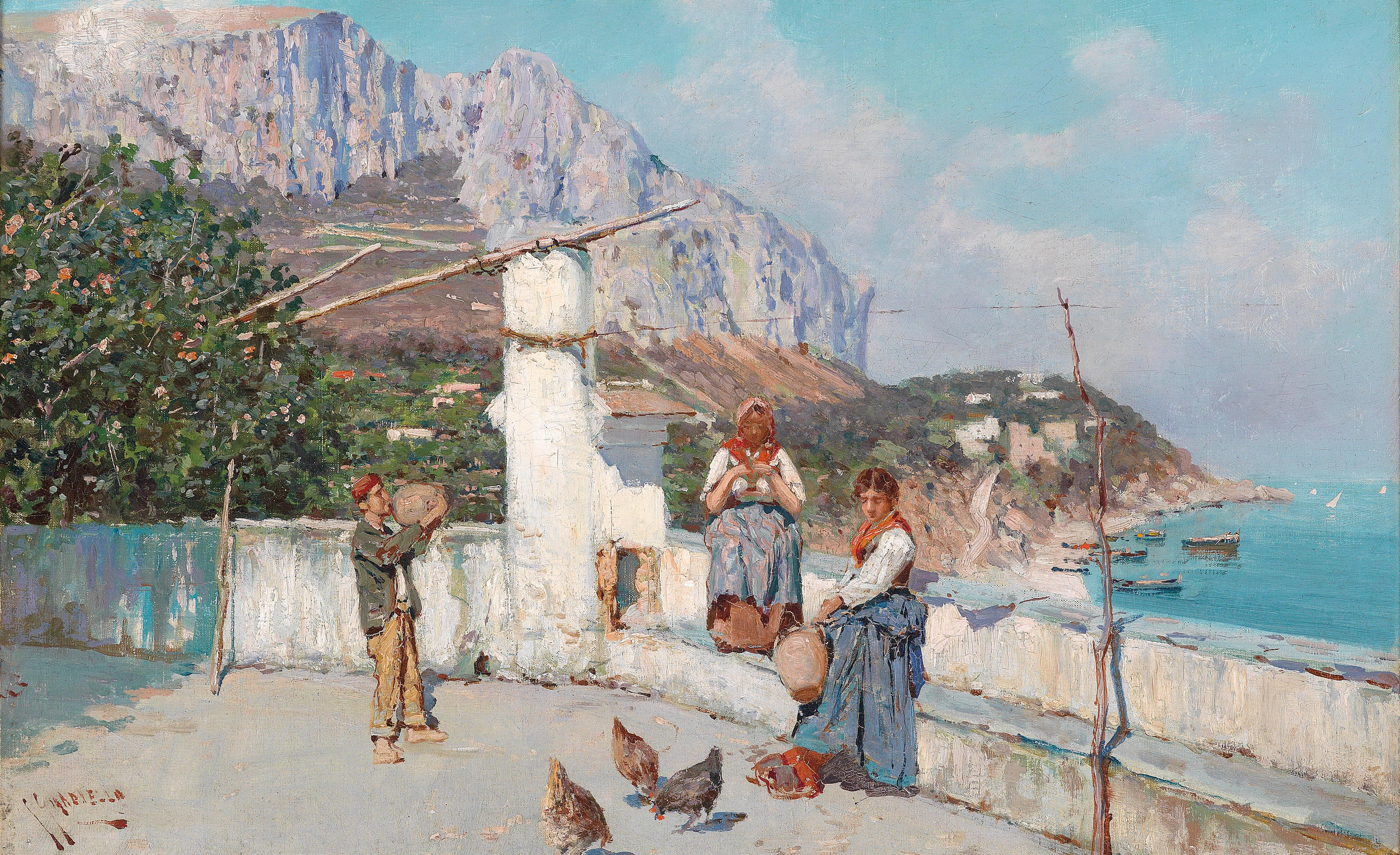
Scena z Capri
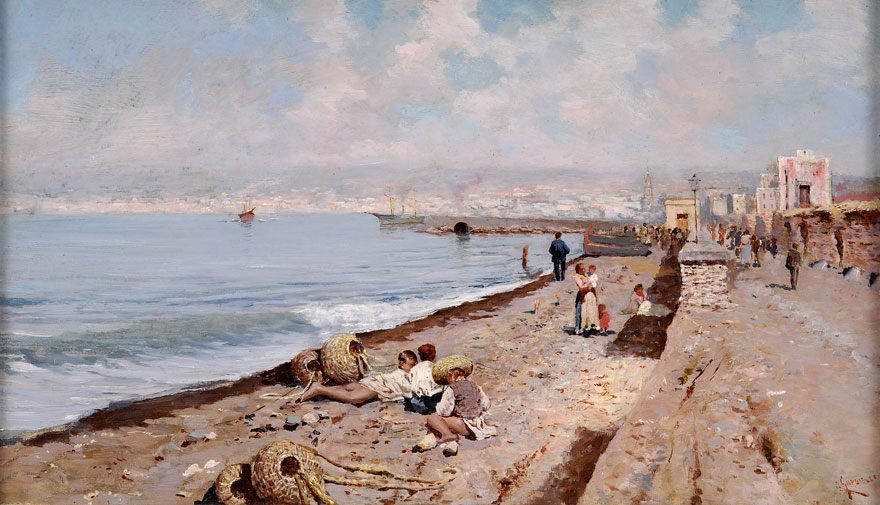
Neapolitańska plaża
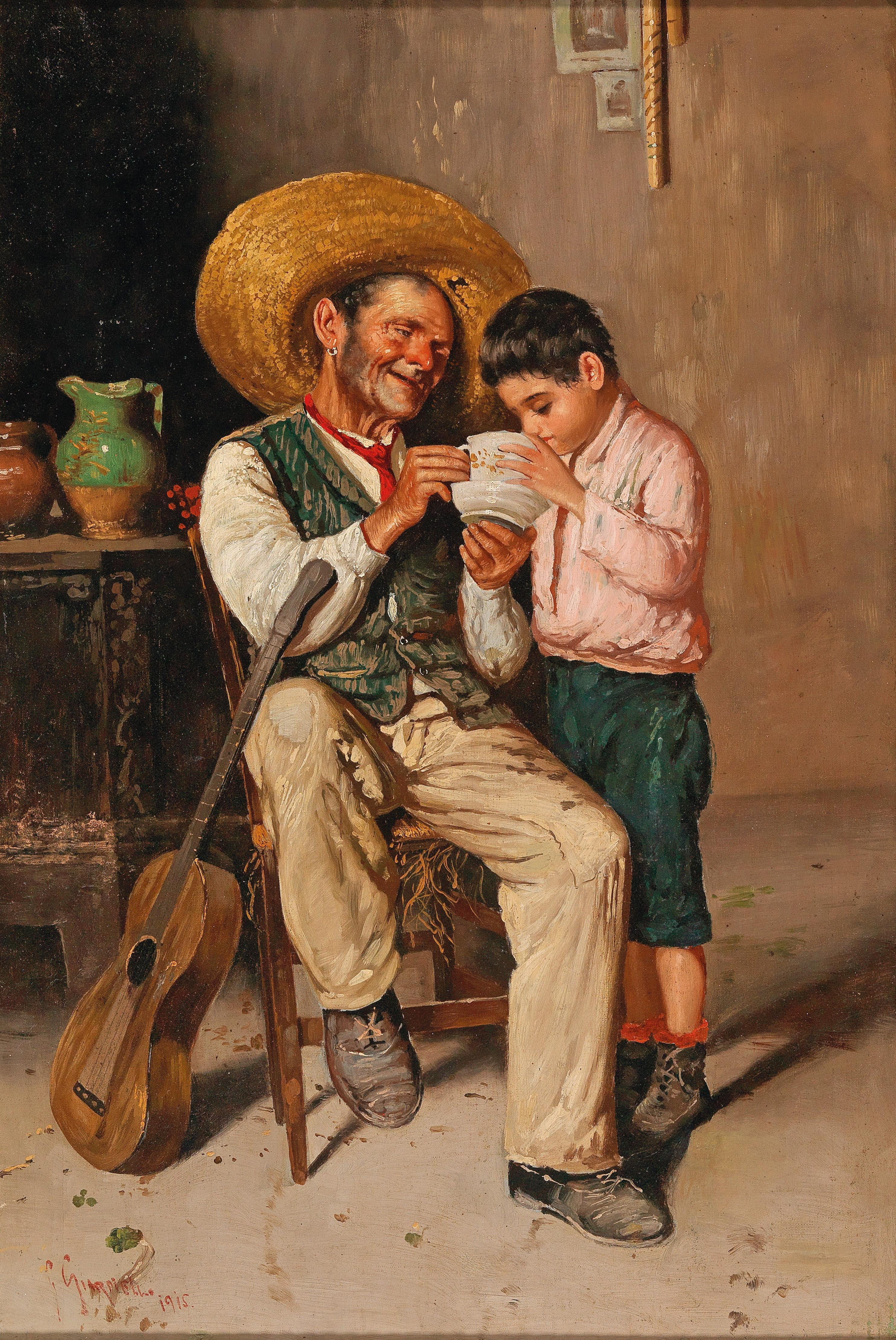
Dobry napój
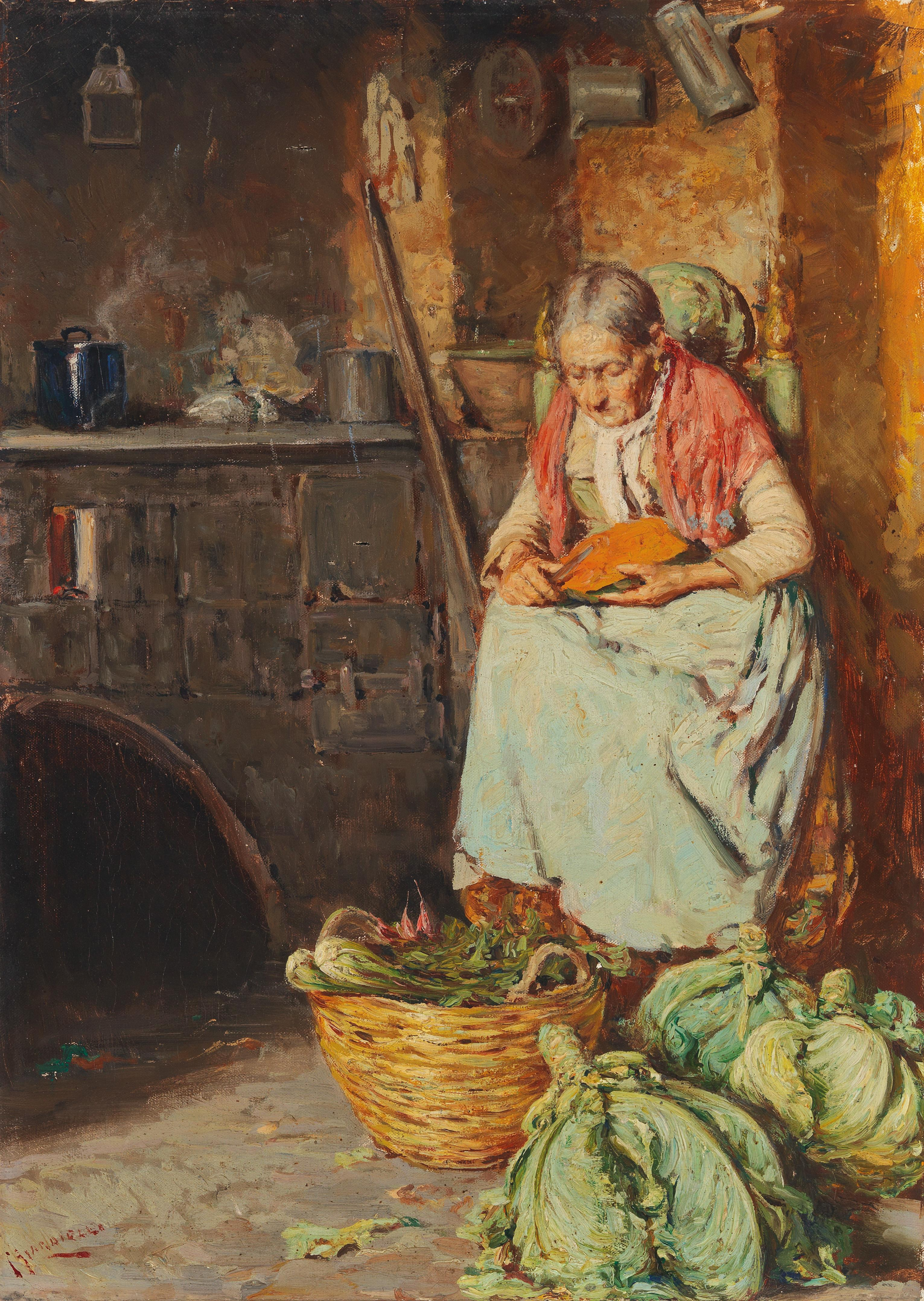
W kuchni
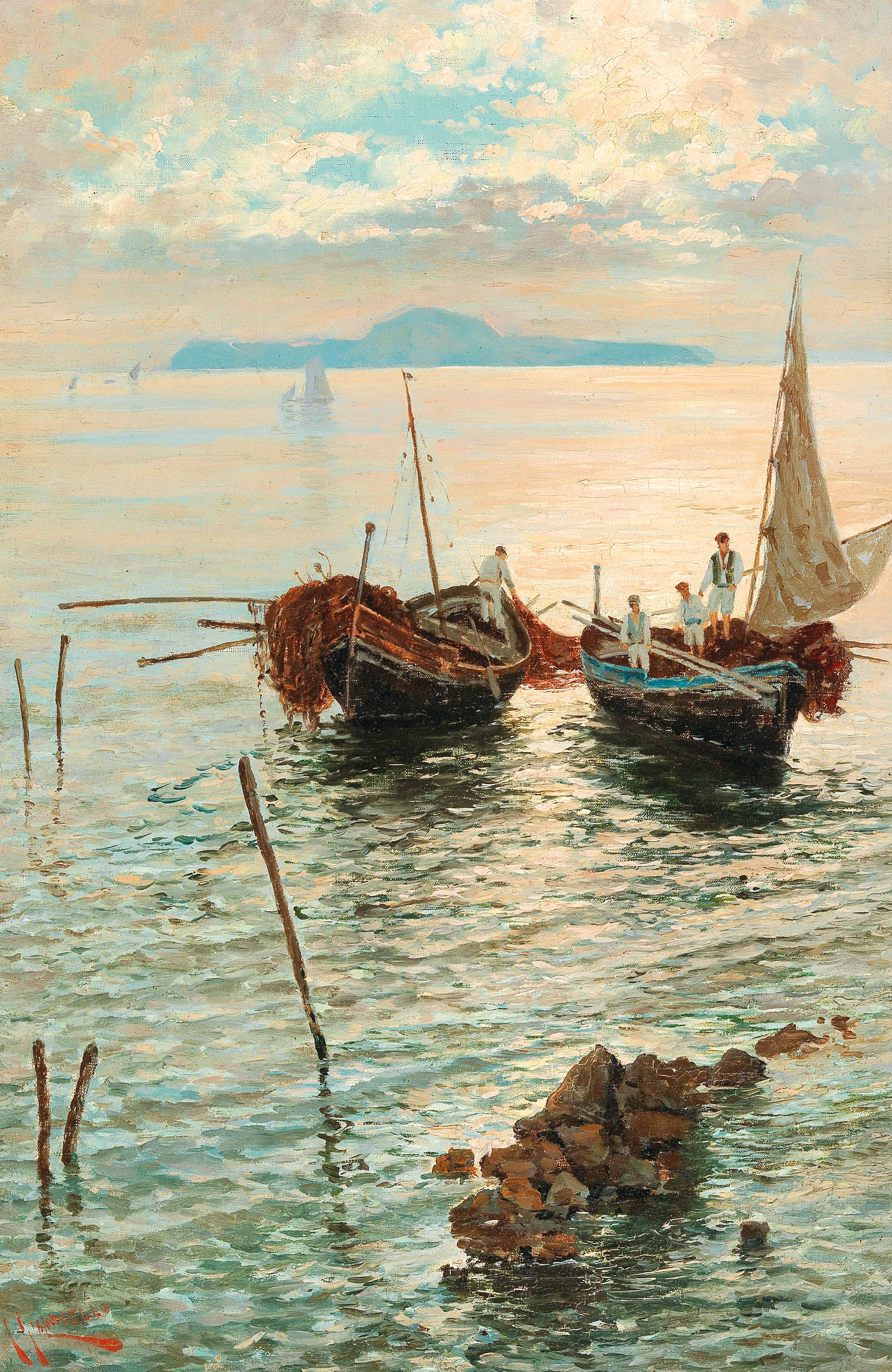
Scena z okolic Neapolu